# Ла Чунга
Микаела Флорес Амаја (шп. Micaela Flores Amaya; Марсељ, 1938 — 3. јануар 2025), познатија као Ла Чунга (шп. La Chunga, Тешка жена) била је шпанска плесачица фламенка и сликарка наивне уметности.

## Биографија
Micaela Flores Amaya рођена је у Марсељу 1938. године, иако тачан датум њеног рођења остаје непознат. Њени родитељи су били андалузијски Роми који су емигрирали у Француску током шпанског грађанског рата. Када је имала непуних годину дана, породица Микеле преселила се у Барселону.
Почела је да плеше када је имала шест година у „Ca La Rosita“, познатој бакалници за ромску заједницу у El Poble-Sec, Барселона. У то време открио ју је сликар по имену Paco Rebés, који јој касније постаје кум и заштитник, током једне од њених импровизованих уличних представа и узима је под своје туторство. Микаела Флорес Амаја постала је муза неколико писаца попут Бласа де Отера, Рафаела Албертија, Хосеа Мануела Кабалера Боналда и Леона Фелипеа и неколико сликара, укључујући Пикаса, Далија и Франциска Ребеса, који су је учинили привлачним ликом за интелектуалце и подстакли је да слика. На фотографији из 1958. Салвадор Дали је позива да се бави уметношћу плешући на празном платну. Током интервала, Дали би сликао њене ноге. Била је позната по свом стилу фламенко плеса босонога и описана је као „Боса плесачица“. Пикасо јој се дивио као „блиставој наивности“. Такође је излагала у неколико галерија у Паризу и Мадриду.
Пастора Империо склопила је уговор с њом 1956. године и захваљујући Ави Гарднер учествовала је у два холивудска филма. Бизнисмен Саливан представио ју је у Лас Вегасу и учествовала је у разним ТВ програмима у Сједињеним Државама и Мексику.
Од тада је учествовала на многим турнејама и неким филмовима. Удала се за филмског редитеља José Luis Gonzalvo и добили су ћерку Пилар.

## Филмографија
- Tip on a Dead Jockey (Савет о мртвом џокеју) [6] (1957), режија Richard Thorpe.
- Back to the Door (Повратак на врата) [7] (1959), режија José María Forqué.
- El último verano (El último verano) [8] (1961), режија Juan Bosch.
- Juan Pedro the Scyther( [7] (1969), режија José Luis Gonzalvo.
- Cierto reflejos: La Chunga [7] (1978), режија Mario Gomez Martin.
- Vampire in Venice (Вампир у Венецији) [9] (1988), режија Augusto Caminito.
- Papa Piquillo (Папа Пикуило) [7] (1998), режија Alvaro Saenz de Heredia.

## Награде
- Медаља Oro del Círculo de Bellas Artes de Madrid,
- Медаља Oro de la Asociación de la Prensa de Sevilla
- Trofeo Delfín de Alicante
- Premio del Ayuntamiento de Alicante
- Premio Cidale de los Almendros.